# Axel Cruysberghs
Axel Cruysberghs (Poperinge, 12 oktober 1994) is een Belgisch skateboarder.

## Levensloop
Axel "Crusher" Cruysberghs werd in 2017 professioneel skateboarder voor Toy Machine. In 2018 en 2019 werd hij Belgisch kampioen streetskateboarden.
Cruysberghs werd in 2021 dertiende op de Olympische Spelen in Tokio.
Hij is woonachtig in Los Angeles en sinds oktober 2020 gehuwd met Lizzie Armanto.